# Haris Tabaković
Haris Tabaković (* 20. Juni 1994 in Grenchen) ist ein bosnisch-schweizerischer Fussballspieler. Er steht beim Bundesligisten TSG 1899 Hoffenheim unter Vertrag und ist aktuell an Borussia Mönchengladbach ausgeliehen.

## Karriere

### Vereine

#### Anfänge in der Schweiz
Tabaković begann seine Karriere beim BSC Young Boys. Im März 2012 spielte er gegen Urania Genève Sport erstmals für die U-21 der Young Boys in der 1. Liga. In der Saison 2011/12 kam er insgesamt zu drei Einsätzen in der dritthöchsten Spielklasse. Im August 2012 erzielte er beim 4:1-Sieg gegen den FC Bulle seine ersten beiden Tore in der inzwischen nur noch viertklassigen 1. Liga. Im September 2012 stand er gegen den FC Luzern erstmals im Kader der Profis. Im selben Monat spielte er im Cup gegen den FC Wettswil-Bonstetten erstmals für die Berner Profis. Im Oktober 2012 debütierte er auch in der Super League, als er am zwölften Spieltag der Saison 2012/13 gegen den FC Zürich in der Startelf stand und in der 51. Minute durch Josef Martínez ersetzt wurde. In der Saison 2012/13 kam er insgesamt zu sieben Erstligaeinsätzen und 17 Viertligaspielen für die Reserve, in denen er 13 Tore erzielte.
In der Saison 2013/14 absolvierte er vier Spiele in der Super League und acht in der 1. Liga, ehe er in der Winterpause für eineinhalb Jahre an den Zweitligisten FC Wil ausgeliehen wurde. Während der Leihe absolvierte er 24 Spiele in der Challenge League und machte dabei elf Tore. Nach dem Ende der Leihe kehrte er zur Saison 2015/16 nach Bern zurück. Nach seiner Rückkehr erzielte er im August 2015 beim 3:1-Sieg gegen den FC Thun sein erstes Tor in der Super League. Bis zur Winterpause kam er zu elf Einsätzen in der höchsten Spielklasse und zu drei für die Reserve. Im Januar 2016 wechselte er zum Ligakonkurrenten Grasshopper Club Zürich, bei dem er einen bis Juni 2019 laufenden Vertrag erhielt. In eineinhalb Spielzeiten in Zürich absolvierte Tabaković 34 Spiele in der Super League und erzielte dabei zwei Tore.

#### Stationen in Ungarn
Zur Saison 2017/18 wechselte er nach Ungarn zum Debreceni Vasutas SC. In seiner ersten Saison in Debrecen kam er zu 20 Einsätzen in der Nemzeti Bajnokság und erzielte dabei zwölf Tore. Die gesamte Saison 2018/19 verpasste er verletzt. Zur Saison 2019/20 schloss er sich dem Ligakonkurrenten Diósgyőri VTK an. Für Diósgyőr kam er zu 20 Einsätzen in der höchsten ungarischen Spielklasse und traf dabei zwei Mal. Nach der Saison 2019/20 verliess er den Verein wieder.

#### Durchbruch in Österreich
Im September 2020 wechselte Tabaković zum österreichischen Zweitligisten SC Austria Lustenau, bei dem er einen bis Juni 2022 laufenden Vertrag erhielt. In seiner ersten Saison in Lustenau kam er zu 23 Einsätzen in der 2. Liga, in denen er 18 Tore erzielte. In der Saison 2021/22 gelang ihm dann der Durchbruch: Mit 27 Toren in 23 Einsätzen wurde er Torschützenkönig und schoss die Vorarlberger in die Bundesliga.
Bereits im März 2022 hatte er, nach dem Ende seines Vertrags in Lustenau, für die Saison 2022/23 beim Bundesligisten FK Austria Wien einen bis Juni 2025 laufenden Vertrag unterschrieben. Für die Austria erzielte er in der Saison 2022/23 17 Tore in 28 Bundesligapartien und war damit nach Guido Burgstaller der zweitbeste Torschütze der Liga.

#### Stationen in Deutschland
Nachdem er den Start der Saison 2023/24 noch in Favoriten verbracht hatte, wechselte Tabaković im August 2023 nach Deutschland zum Zweitligisten Hertha BSC, bei dem er einen bis 2026 laufenden Kontrakt erhielt. Dort wurde er ebenfalls direkt einer der Leistungsträger der Mannschaft und wurde in der Saison 2023/24 mit insgesamt 22 Toren in 32 Einsätzen, gleichauf mit Robert Glatzel und Christos Tzolis, einer der drei Torschützenkönige der 2. Bundesliga.
Nach den ersten drei Pflichtspielen der Saison 2024/25 verliess er Berlin Mitte August 2024 und schloss sich dem Bundesligisten TSG 1899 Hoffenheim an.
Zur Saison 2025/26 wechselte Tabaković leihweise zu Borussia Mönchengladbach.

### Nationalmannschaften
Tabaković spielte im April 2012 zwei Mal für die Schweizer U18-Auswahl. Zwischen September 2012 und Juni 2013 kam er zu sieben Einsätzen in der U19-Mannschaft. Im August 2013 debütierte er gegen Portugal im U21-Team, in dem er bis Oktober 2016 zu 15 Einsätzen kam und sechs Tore erzielte.
2023 wechselte er vom Schweizer zum bosnischen Fußballverband und gab daraufhin im November 2023 gegen Luxemburg sein Debüt für die bosnische A-Nationalmannschaft.

## Erfolge
- Zweitligameister und Aufstieg in die Bundesliga: 2021/22 (SC Austria Lustenau)
- Torschützenkönig
  - der 2. Bundesliga: 2024 (mit Robert Glatzel und Christos Tzolis)
  - der 2. Liga (Österreich): 2022

## Persönliches
Seine Eltern flüchteten während des Balkan-Krieges im Jahr 1994 schwanger mit Haris Tabaković aus Bosnien in die Schweiz, wo er in Grenchen geboren wurde und aufwuchs. Während seiner Zeit in der Jugendakademie der BSC Young Boys schloss er neben dem Trainings- und Spielbetrieb eine Ausbildung zum Bankkaufmann ab.